# Équipe d'Italie de football américain
L'équipe d'Italie de football américain représente la Fédération d'Italie de football américain lors des compétitions internationales, comme le Championnat d'Europe de football américain depuis 1983, la Coupe du monde de football américain depuis 1999 ou les Jeux mondiaux depuis 2005.

## Palmarès
Coupe du monde de football américain
- 1999 : Quatrième. Battus en finale pour la 3e place par la Suède 38-13.
- 2003 : éliminés en qualifications préliminaires
- 2007 : éliminés en qualifications préliminaires
- 2011 : éliminés en qualifications préliminaires
- 2015 : éliminés en qualifications préliminaires

Jeux mondiaux
- 2005 : éliminés en qualifications préliminaires

Championnat d'Europe de football américain
- 1983 :  Médaille d'or. Vainqueur en finale de la Finlande 18-8.
- 1985 :  Médaille d'argent. Battus en finale par la Finlande 13-2.
- 1987 :  Médaille d'or. Vainqueur en finale de l'Allemagne 24-22.
- 1989 : Demi-finaliste. Éliminé par la Finlande 14-7.
- 1991 : Quart de finaliste. Éliminé par la France 7-6.
- 1993 :  Médaille d'argent. Battus en finale par la Finlande 17-7.
- 1995 :  Médaille d'argent. Battus en finale par la Finlande 27-7.
- 1997 :  Vainqueur en finale pour la 3e place par le Royaume-Uni 14-7.
- 2000 : éliminés en qualifications préliminaires
- 2001 : éliminés en qualifications préliminaires
- 2005 : éliminés en qualifications préliminaires
- 2010 : éliminés en qualifications préliminaires
- 2014 : éliminés en qualifications préliminaires
- 2018 : éliminés en qualifications préliminaires

## Sources
- Encyclopédie du football américain sur le site warriorsbologna.it